# IC 4065
IC 4065 је спирална галаксија у сазвјежђу Ловачки пси која се налази на листи објеката дубоког неба у Индекс каталогу.
Деклинација објекта је + 39° 44' 40" а ректасцензија 13h 1m 10,9s. Привидна величина (магнитуда) објекта IC 4065 износи 14,6 а фотографска магнитуда 15,4. IC 4065 је још познат и под ознакама MCG 7-27-16, PGC 44868.